# Euphorbia blepharophylla
Euphorbia blepharophylla — вид рослин із родини молочайних (Euphorbiaceae), що зростає у центральній Азії.

## Опис
Це випростана трав'яниста рослина, 10–30(45) см заввишки. Кореневище веретеноподібно бульбисте, 10–17 × 3–5 см, верхівка мало розгалужена. Стебла поодинокі, або мало розгалужені, 8–19 мм завтовшки, гладкі та голі, стерильні гілки відсутні. Листки чергові, без прилистків; листова пластинка довгасто округла, 10–20 × 3–7 мм, цілісна, гола; верхні листки яйцювато-довгасті або широкояйцюваті, 3–5 × 2–4 см, майже охоплюють стебло, край цілий, верхівка тупо-гостра. Суцвіття — кінцевий складний несправжній зонтик. Квітки жовті. Коробочка 3-лопатева, 5–6 × 5–6 мм, гладка, гола. Насіння довгасте, ≈ 4 × 2.5–3.2 мм, коричневе, гладке. Період цвітіння й плодоношення: квітень — червень.

## Поширення
Зростає у центральній Азії — Казахстан, Монголія, Сіньцзян. Населяє кам'яні або піщані поля; нижче 800 метрів.